# شوالیه‌های تتونیک
فرقه برادران خانه آلمان مریم قدیس در اورشلیم  (لاتین: Ordo domus Sanctæ Mariæ Theutonicorum Hierosolymitanorum، آلمانی: Orden der Brüder vom Deutschen Haus St. Mariens in Jerusalem)، که معمولاً با نام فرقه تتونیک شناخته می‌شود یک فرقه نظامی دوران قرون وسطی است که اکنون فقط به مسائل مذهبی فرقه کاتولیک اختصاص دارد. این فرقه ابتدا برای این تأسیس شد که به مسیحیان کمک کند تا در سرزمین مقدس بیمارستان بسازند. همچنین بعد از اصلاحات مارتین لوتر بخشی از فرقه به پروتستان تبدیل شد که اکنون دیگر وجود ندارد.

## نگارخانه

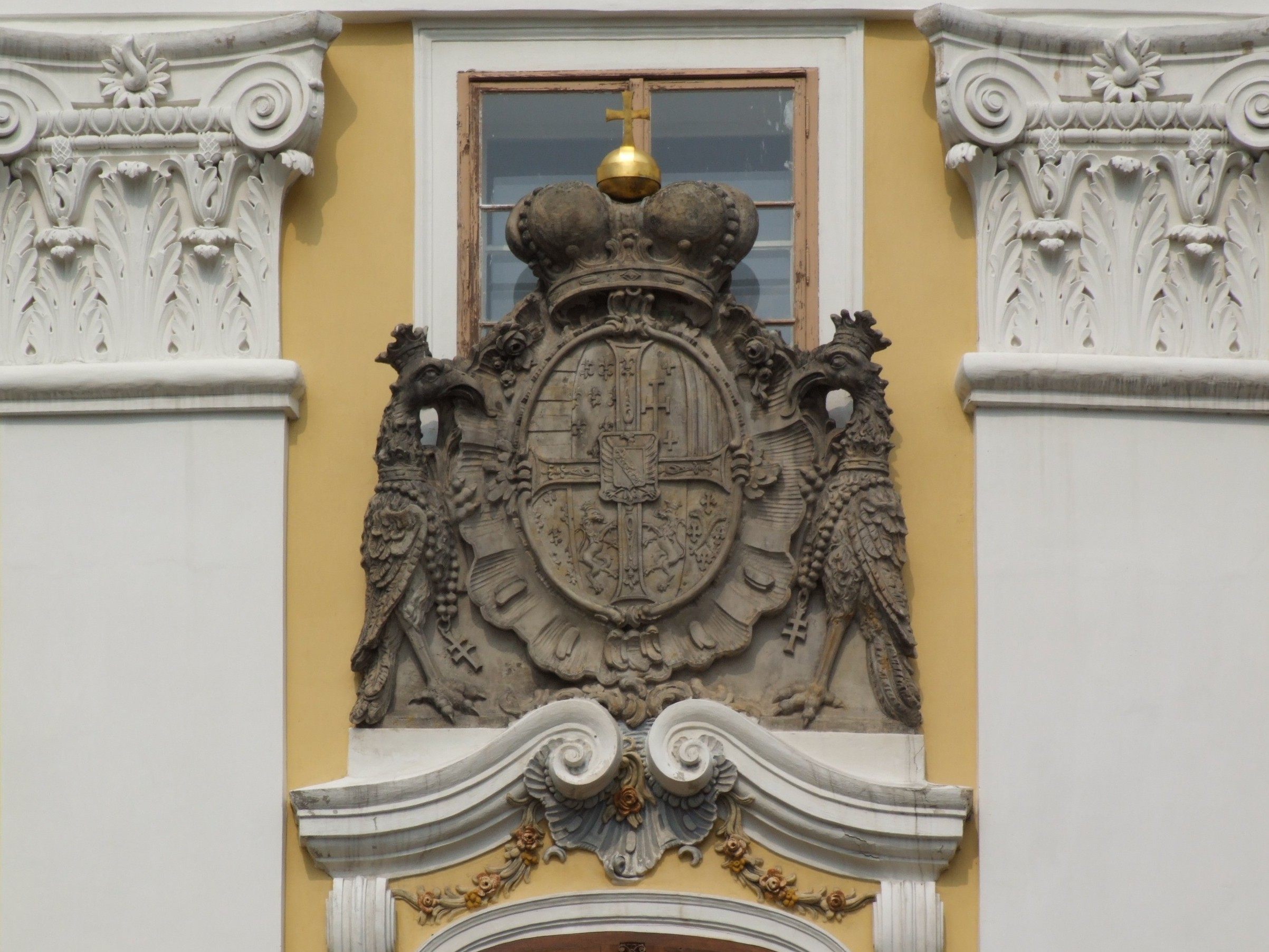